# Långheds IF
Långheds IF är en svensk sportklubb, bildad 10 maj 1932 i Långhed, Ovanåkers kommun.
Långheds IF spelade säsongen 2007/2008 i division 7.